# Hemiphileurus similis
Hemiphileurus similis är en skalbaggsart som beskrevs av Dupuis och Roger Paul Dechambre 2000. Hemiphileurus similis ingår i släktet Hemiphileurus och familjen Dynastidae. Inga underarter finns listade i Catalogue of Life.